# شوهی کییوهارا
شوهی کییوهارا (انگلیسی: Shohei Kiyohara؛ زادهٔ ۲۵ ژوئن ۱۹۸۷) بازیکن فوتبال اهل ژاپن است.
از باشگاه‌هایی که در آن بازی کرده‌است می‌توان به باشگاه فوتبال سرزو اوساکا اشاره کرد.